# Fabian Drzyzga
Fabian Drzyzga (Bordeaux, 3 gennaio 1990) è un pallavolista polacco, palleggiatore dell'Asseco Resovia.

## Biografia
Nasce a Bordeaux, in Francia, dove il padre pallavolista Wojciech, già nazionale polacco, giocava in quel periodo. Ha un fratello maggiore di nome Tomasz, anch'egli con un passato da pallavolista professionista.

## Carriera

### Club
La carriera di Fabian Drzyzga inizia con una breve esperienza nell'AZS Olsztyn, seguita da cinque anni al Metro Varsavia, dove ottiene diversi titoli a livello giovanile.
L'esordio in Polska Liga Siatkówki avviene nella stagione 2008-09 con la maglia dell'AZS Częstochowa: nelle quattro annate trascorse con il club di Częstochowa ottiene la vittoria nella Challenge Cup 2011-12.
A partire dal campionato 2013-14, dopo un'annata con l'AZS Politecnica Varsavia, è tesserato per l'Asseco Resovia, dove rimane per un quadriennio vincendo la Supercoppa polacca e lo scudetto 2014-15.
Per il campionato 2017-18 si accasa all'Olympiakos, nella Volley League greca, vincendo la Coppa di Lega e lo scudetto, mentre nel campionato seguente gioca nella Superliga russa con la Lokomotiv Novosibirsk, dove resta un biennio e conquista uno scudetto.
Nella stagione 2020-21 fa ritorno all'Asseco Resovia, con il quale nell'annata 2023-24 conquista la Coppa CEV.

### Nazionale
Con la nazionale under 19 della Polonia ottiene la medaglia d'argento al campionato europeo 2007 e partecipa nello campionato mondiale dello stesso anno.
Nel 2010 riceve le prime convocazioni nella nazionale maggiore, debuttando il 30 maggio in una partita amichevole contro la Francia e prendendo parte al campionato europeo 2011, dove ottiene la medaglia di bronzo.
Nel 2014 si aggiudica la medaglia d'oro al campionato mondiale 2014 e l'anno seguente quella di bronzo alla Coppa del Mondo 2015, mentre nel 2018 bissa il titolo mondiale.
Nel 2019 vince la medaglia di bronzo al campionato europeo 2019 e quella di argento in Coppa del Mondo.
Nel 2021 conquista la medaglia d'argento alla Volleyball Nations League, ricevendo il premio come miglior palleggiatore, e quella di bronzo al campionato europeo.

## Palmarès

### Club
- Campionato polacco: 1

2014-15
- Campionato greco: 1

2017-18
- Campionato russo: 1

2019-20
- Coppa di Lega: 1

2017-18
- Supercoppa polacca: 1

2013
- Coppa CEV: 1

2023-24
- Challenge Cup: 1

2011-12

### Nazionale (competizioni minori)
- Campionato EEVZA under 19 2006
- Campionato europeo under 19 2007
- Memorial Hubert Wagner 2015
- Memorial Hubert Wagner 2016
- Memorial Hubert Wagner 2017
- Memorial Hubert Wagner 2018
- Memorial Hubert Wagner 2019
- Memorial Hubert Wagner 2021

### Premi individuali
- 2015 - Champions League: Miglior palleggiatore
- 2015 - Coppa di Polonia: Miglior palleggiatore
- 2019 - Memorial Hubert Wagner: Miglior palleggiatore
- 2021 - Memorial Hubert Wagner: Miglior palleggiatore
- 2021 - Volleyball Nations League: Miglior palleggiatore